# ケイビーバス

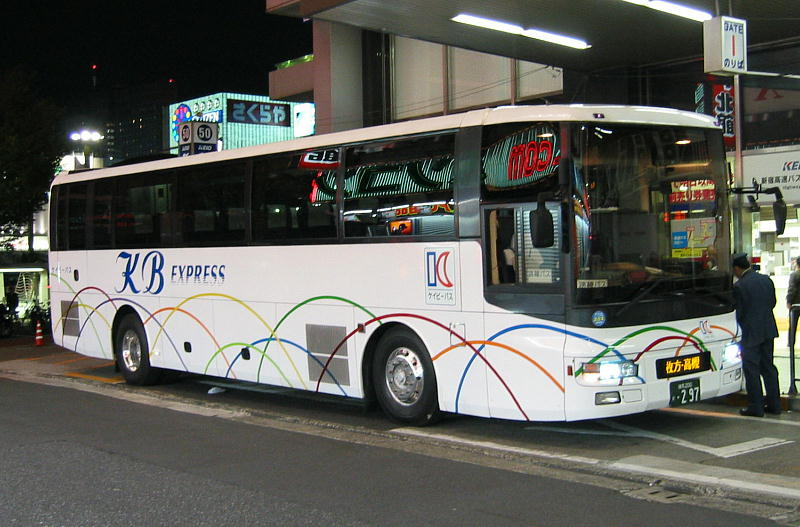
ケイビーバス　スペースアロー　富士1M

ケイビーバス株式会社（KBバスとも表記）は、かつてバス事業を行っていた関東バスの完全子会社。東京都中野区東中野5丁目23番14号に本社を置いた。

## 概説
1998年1月12日に、関東バスの夜行高速バス部門の分社化により設立された。その後、関東バスからの路線譲渡・管理委託（丸山営業所管内）、新規路線の開設により一般乗合バスの営業も行っていた。
しかし、再び関東バスにバス事業を統合することとなり、2009年11月1日の始発便より全路線（高速・一般）の運行を関東バスへ引き継いだ。なお、当社については清算を行うこととなり、翌2010年に解散している。

## 統合時の所管路線
2009年11月1日、高速・一般全路線を関東バスへ移管。

### 高速バス
（）内は共同運行会社。
やまと号（奈良交通）
- 新宿高速バスターミナル - 大和高原 - 天理駅 - 近鉄奈良駅
- 新宿高速バスターミナル - 大和高原 - 天理駅 - 桜井駅北口 - 八木駅 - 高田市駅 - 近鉄御所駅 - 五條

東京ミッドナイトエクスプレス京都号（京阪バス）
- 新宿高速バスターミナル - 渋谷マークシティ - 山科駅 - 京都駅八条口 - 樟葉 - 枚方市駅 - 枚方

マスカット号（両備バス）
- 丸山営業所 - 中野駅 - 新宿西口 - 津山 - 岡山 - 瀬戸大橋温泉 - 倉敷

新宿・豊橋エクスプレス ほの国号（豊鉄バス）
- 練馬駅 - 中野駅 - 新宿西口 -（←渋谷マークシティ）- 豊川 - 豊橋 - 田原

### 一般路線

#### 椎名町線
- 宿02：新宿西口 - 大久保駅 - 小滝橋 - 下落合駅 - 南長崎二丁目 - 落合南長崎駅 - 哲学堂東 - 丸山営業所

#### 百人町線
- 百01：高田馬場駅 - 戸山団地中央 - 社会保険中央病院 - 小滝橋 -（←東中野一丁目）- 東中野駅西口

## 廃止路線

### 高速バス
- 練馬駅 - 野方駅北口 - 中野駅（サンプラザ前） - （⇔／中野駅（ガード下）→） - 羽田空港 
2002年3月20日に関東バス、京王電鉄バス、東京空港交通の3社共同運行で運行を開始した。当初は青梅街道営業所の担当でケイビーバスには2003年6月18日に移管された。移管と同時に練馬駅まで延長されている。利用不振のため、京王バス東が2005年7月1日に当路線から撤退したのに続き、ケイビーバスも2006年7月14日に当路線から撤退した。以降は東京空港交通の単独運行となり、2021年7月16日に練馬駅 - 中野駅間が廃止され、現在は中野駅 - 羽田空港間の路線として運行している。
- 東京ミッドナイトエクスプレス宇治号：新宿高速バスターミナル - 渋谷マークシティ - 京都駅 - 宇治駅 - 高槻駅 - 枚方（京阪バス枚方営業所と共同運行）
2008年12月1日に廃止され、樟葉経由に変更された。

## 所属車両

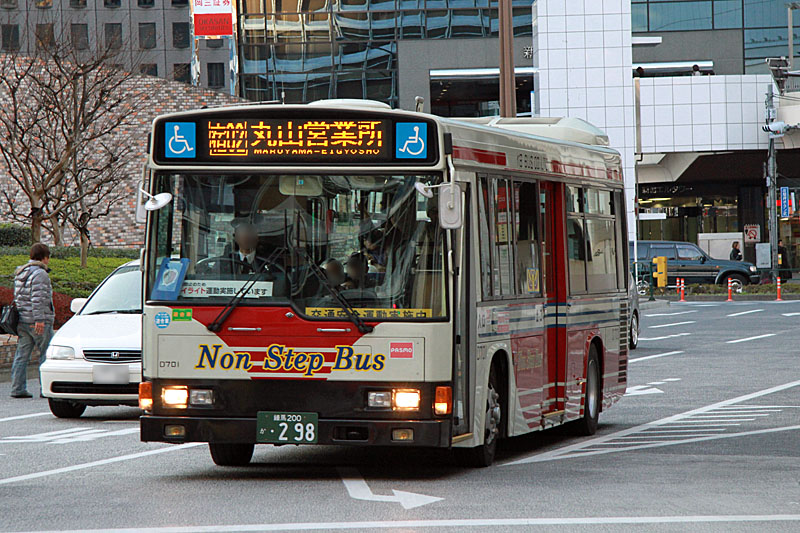
ケイビーバスに在籍していた一般路線車両(D701)

所属車両は全車が中型・小型車で、関東バスのように大型車の配置は無い。
一般路線車で、2004年以前から在籍していた車両は全車が関東バスからの移籍車両である。中型ツーステップ車（210代）や小型ワンステップ車（600代）が該当し、2002年の百人町線開業時には小型ノンステップ車（100代）も導入した。
2004年からはケイビーバスも直接新車を入れるようになるが、2005年の大雨で210代1台が廃車、2007年には関東バスから700代2両が移籍→玉突きで600代が同数台転出（2008年廃車）するなど、ここ数年は車両の移動が激しい。2008年には五日市街道営業所から中型車が転籍し、玉突きで210代全車が廃車された。
2009年10月31日時点での在籍車両は、中型・小型ノンステップ車（700・800代、100代）と600代1台のみである。これらは、11月1日より関東バス籍に戻された。